# Plusiodonta megista
Plusiodonta megista là một loài bướm đêm trong họ Noctuidae.